# 和田徳晃
和田 徳晃（わだ とくあき、6月16日 - ）は、日本の俳優である。奈良県出身。ヒラタオフィス所属。
身長176cm、体重55kg。特技はヨーヨ、バスケットボール。

## 来歴・人物
- 2008年11月24日、第21回『ジュノン・スーパーボーイ・コンテスト』で審査員特別賞受賞。